# Euthymides

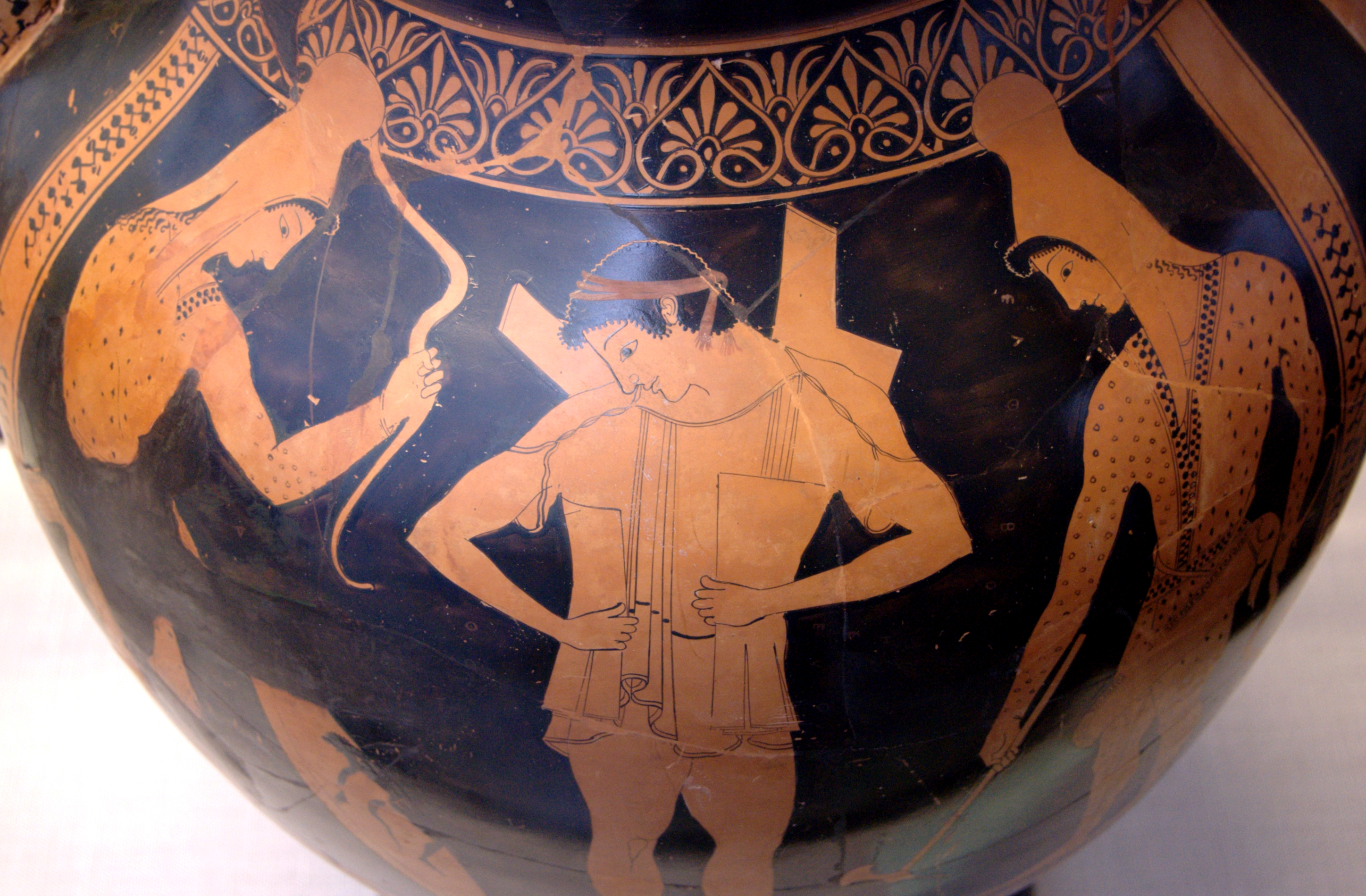
Een vaas van Euthymides.

Euthymides (Oudgrieks: Εὐθυμίδης) was een Atheens pottenbakker en vazenschilder op het eind van de 6e eeuw v.Chr.
Hij was gespecialiseerd in het uitbeelden van plechtige figuren en edele houdingen en geldt als een van de grootmeesters der roodfigurige stijl. Blijkbaar was hij een geduchte concurrent van Euphronius. Een van zijn gesigneerde vazen draagt namelijk het opschrift: "Nooit heeft Euphronius er zo een gemaakt!".
- Gemeinsame Normdatei: 118531433
- International Standard Name Identifier: 0000 0000 8637 0731
- Library of Congress Control Number: nr92011370
- Nederlandse Thesaurus van Auteursnamen: 073374563
- Système universitaire de documentation: 130343579
- Union List of Artist Names: 500115442
- Virtual International Authority File: 25393817
- WorldCat: E39PCjrTc93gW9Kp74Qt4H6xjC